# Proposizione principale
Una "proposizione principale" è una proposizione grammaticalmente indipendente e di significato compiuto. Non occupa una posizione fissa nel periodo e non dipende da nessun'altra proposizione presente nel periodo, ma regge le proposizioni subordinate e può essere coordinata con altre proposizioni principali (proposizioni coordinate). Non è mai introdotta da una congiunzione o locuzione del tipo dopo, che, di, tanto che, fino, ....
Può essere indipendente se è l'unica proposizione in un periodo. 
Esempi (proposizione principale sottolineata):
Poiché ha sete, Marta si prepara una bevanda fresca.
Siccome porto l'apparecchio, non posso mangiare la carne .
Vi invito a casa mia a festeggiare il mio compleanno .

## Tempi
Le principali possono avere come predicato un verbo ai seguenti modi: indicativo, congiuntivo, condizionale, imperativo ed infinito.

### Con l'indicativo
- Informativa: è il tipo di frase più comune: l'enunciato ha funzione di informare, asserire. È detta anche proposizione informativa (o enunciativa). Si tratta dunque di una frase impiegata per comunicare un fatto (Cappuccetto Rosso è una bambina.), riferire un avvenimento (Cappuccetto Rosso andò nel bosco.), oppure esprimere un giudizio o un'opinione (Il lupo è cattivo). Nelle proposizioni informative il verbo è di solito al modo indicativo.
- Interrogativa diretta: corrisponde ad una domanda. Può trattarsi di una domanda introdotta da un pronome o aggettivo interrogativo (Dove sei andato? Quante pere hai comprato?), oppure di una domanda alla quale si può rispondere con sì o no: Ti sei riposato?
- Esclamativa: esprime un enunciato ricco di enfasi: peccato che tu non sia venuto!

### Con il congiuntivo
- Desiderativa (o ottativa): esprime un desiderio: Che tu possa guarire presto!
- Volitiva o iussiva: esprime un'esortazione: Si faccia sentire! È spesso caratterizzata da uso di modi come l'imperativo ed il congiuntivo.
- Concessiva (o suppositiva): esprime una concessione: Vengano pure...

### Con il condizionale
- Potenziale: usata per esprimere un'intenzione: Potrei cucinare l'arrosto...
- Dubitativa: usata per esprimere un'azione che dovrebbe essere compiuta: Dovrei mettere a posto la mia stanza...

### Con l'imperativo
- Iussiva (o imperativa): esprime un ordine: Porta la scala!

### Con l'infinito
- Esclamativa: esprime un enunciato ricco di enfasi: Io dire questo?! Mai!